# Barry Spikings
Barry Spikings (Boston (Lincolnshire), 23 november 1939) is een Britse filmproducent, vooral bekend van de film The Deer Hunter die vijf Oscars won.

## Filmografie
- Conduct Unbecoming (1975) – producent
- The Man Who Fell to Earth (1976) – producent
- Convoy (1978) – uitvoerend producent
- The Deer Hunter (1978) – producent
- Texasville (1990) – producent
- Bill & Ted's Bogus Journey (1991) – uitvoerend producent
- Picture This: The Times of Peter Bogdanovich in Archer City, Texas (1991) – producent
- The Taking of Beverly Hills (1991) – uitvoerend producent
- The Favor (1994) – uitvoerend producent
- There Goes My Baby (1994) – uitvoerend producent
- Beyond Rangoon (1995) – producent
- Lone Survivor (2013) – producent